# Sven Ahlström

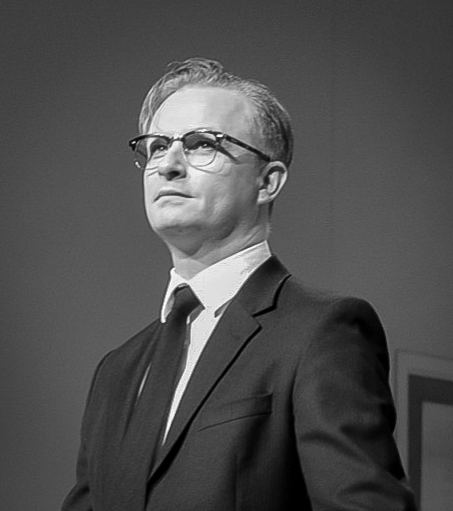
Sven Ahlströ (2014)

Sven Johan Ahlström (* 4. Juli 1966 in Malmö) ist ein schwedischer Schauspieler.

## Leben
Sven Ahlström ist der Sohn der schwedischen Schauspielerin Mimmo Wåhlander. Er absolvierte ein Schauspielstudium an der Theaterhochschule Malmö. Er spielte anschließend an unterschiedlichen Theatern, darunter am Göteborgs stadsteater und Stockholms stadsteater. Seine Filmkarriere begann ab Mitte der 1990er Jahre, als er in der Fernsehserie Mysteriet på Greveholm in der Rolle des Jean zu sehen war. Seitdem war er in über 40 weiteren Film- und Fernsehproduktionen zu sehen. So spielte er unter anderem in Agent Hamilton 2 – In persönlicher Mission, Mord im Mittsommer und zuletzt in Burn All My Letters mit.
Ahlström ist mit der Schauspielerin Lina Englund verheiratet, mit der er eine gemeinsame Tochter hat. Zwei Söhne hat er außerdem aus seiner früheren Ehe mit der Schauspielerin Sofi Ahlström Helleday.

## Filmografie
- 1996: Mysteriet på Greveholm (Fernsehserie, 21 Folgen)
- 2006: Kronprinzessin (Kronprinsessan, Mini-Serie, eine Folge)
- 2008: Irene Huss, Kripo Göteborg (Fernsehserie, eine Folge)
- 2009: Kommissar Beck – Die neuen Fälle (Beck, Fernsehserie, eine Folge)
- 2009: Verdict Revised – Unschuldig verurteilt (Oskyldigt dömd, Fernsehserie, eine Folge)
- 2010–2013: Mankells Wallander (Fernsehserie, fünf Folgen)
- 2010: Sound of Noise
- 2012: Agent Hamilton 2 – In persönlicher Mission (Hamilton: Men inte om det gäller din dotter)
- 2012: Call Girl
- 2013: Die Brücke – Transit in den Tod (Bron, Fernsehserie, fünf Folgen)
- 2014: Der vierte Mann (Den fjärde mannen)
- 2020: Die Jönsson Bande (Se upp för Jönssonligan)
- 2021: Der unwahrscheinliche Mörder (Den osannolika mördaren)
- 2022: Burn All My Letters (Bränn alla mina brev)
- 2022: Mord im Mittsommer (Morden i Sandhamn, Fernsehserie, zwei Folgen)
- 2023: Unmoored